# كاميرون كوكس
كاميرون كوكس (بالإنجليزية: Cameron Coxe)‏ هو لاعب كرة قدم بريطاني، ولد في 18 ديسمبر 1998 في Merthyr Tydfil ‏ في المملكة المتحدة. لعب مع كارديف سيتي.

## وصلات خارجية
- كاميرون كوكس على موقع قاعدة بيانات كرة القدم.إي يو (الإنجليزية)
- كاميرون كوكس على موقع Soccerbase.com (لاعب) (الإنجليزية)
- كاميرون كوكس على موقع Soccerway.com (الإنجليزية)